# Leitor de MP3

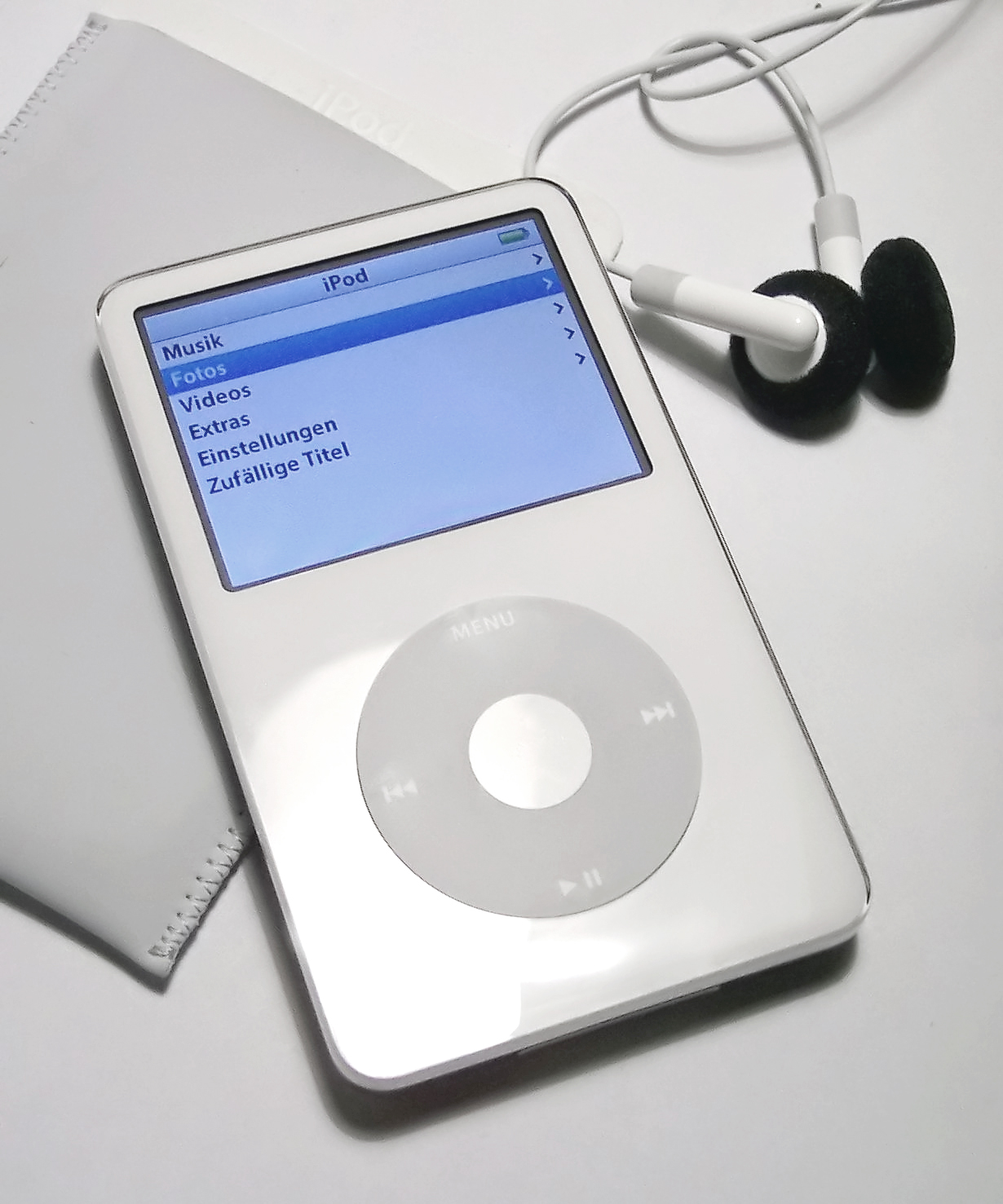
Leitor de MP3 Ipod, da Apple.

Um leitor MP3 (em inglês, "MP3 Player") é um aparelho eletrônico capaz de armazenar e reproduzir arquivos de áudio do tipo MP3. Inventado na Coreia do Sul em 1998 pela Saehan, o primeiro MP3 do mundo se chamava MPMan. Daí surgiram diversas marcas de leitores MP3 coreanas como a iRiver (braço da Samsung), a própria Samsung, a Cowon, a LG. Em 1999 a Samsung já lançava na Coreia do Sul o primeiro celular que reproduzia MP3.
Apesar de aparelhos de médio porte poderem entrar no conceito de "mp3 player", é comum utilizar o termo para aparelhos compactos e portáteis. Os leitores de MP3 mais modernos são capazes de reproduzir diversos outros tipos de áudio, como o wma, ogg, e mp4, por exemplo; O termo também é utilizado para dispositivos capazes de reproduzir vídeos e armazenar imagens.
Muitas vezes um leitor MP3 funciona também como um dispositivo móvel de armazenamento de dados e geralmente são facilmente conectados a um computador através de uma porta USB.

## História
O primeiro dispositivo de áudio digital MP3 foi criado pela empresa Sul Coreana SaeHan Information Systems em 1997, sendo comprada pela empresa iriver em 2004.

## Tecnologia

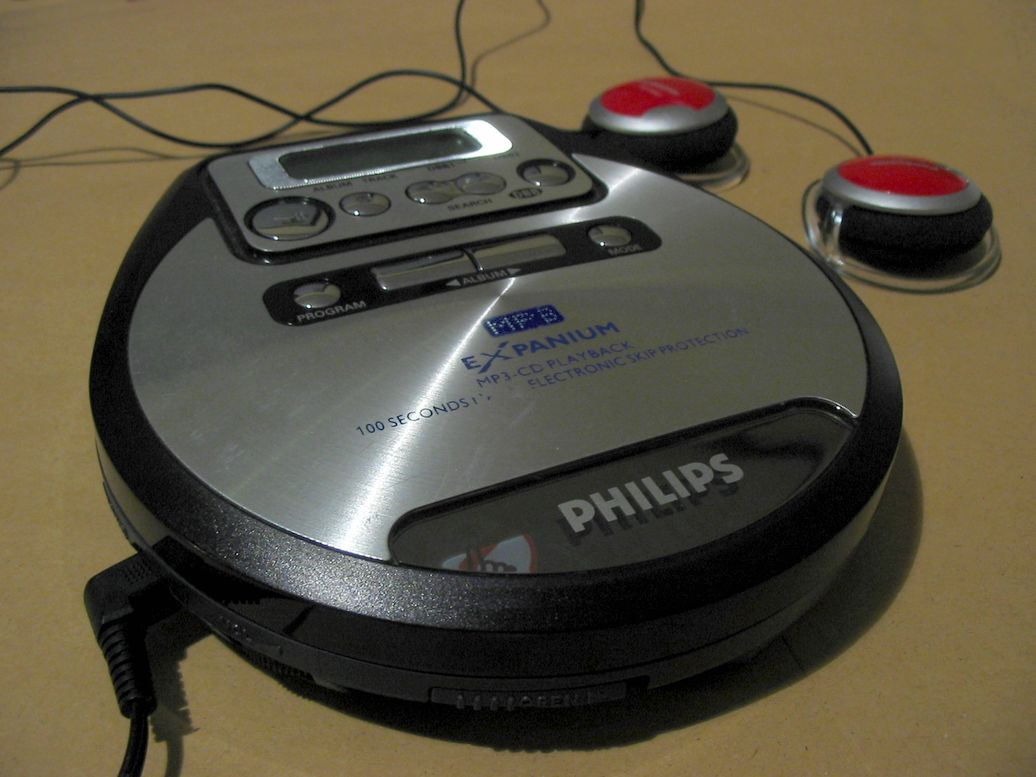
Expanium da Philips, um exemplo de MP3 player de CD.

Flash PlayersSão dispositivos capazes de armazenar tanto áudio e ficheiros binários, utilizando para isso um cartão de memória, interno ou externo. Devido as limitações dessa tecnologia, os aparelhos são comercializados com uma capacidade entre 128 MiB e 16 384 MiB, como por exemplo o iPod Nano. É possível encontrar aparelhos capazes de gravar voz em formato digital.
Disco rígidoEsta tecnologia utiliza disco rígido como suporte de armazenamento. Dada a sua enorme capacidade, os aparelhos que utilizam disco rígido oferecem uma maior gama de serviços, tais como armazenamento de vídeos e fotografias. Também é frequente encontrar dispositivos que permitem armazenar letras das músicas que podem ser acompanhadas enquanto a mesma é ouvida. Também é possível encontrar aparelhos que gravam voz em formato digital. A sua capacidade de armazenamento varia entre 1,5 GiB e 160 GiB, vinte vezes mais que a tecnologia Flash.
CDEsta tecnologia recorre a um sistema de armazenamento mais antigo, o CD. Mas por utilizar formatos com uma taxa compressão muito maior, é possível armazenar num CD de MP3 mais músicas do que num CD de áudio. A vantagem dessa tecnologia é oferecer ao utilizador o acesso a CD de áudio, coisa que não é possível com Flash Player e disco rígido.

## Designação em português
No Brasil, "MP3 player" tem surgido traduzido para "tocador de MP3", ou ainda, "aparelho de MP3", mas a utilização corrente destas designações ainda é hesitante. Em Portugal é amplamente designado de "leitor de MP3".